# Mikhaïlovsk (kraï de Stavropol)
Pour les articles homonymes, voir Mikhaïlovsk.
Mikhaïlovsk (en russe : Михайловск) est une ville du krai de Stavropol, en Russie, et le centre administratif du raïon Chpakovski. Sa population s'élève à 95 721 habitants en 2020.

## Géographie
Mikhaïlovsk se trouve près de la rivière Tachla, à 12 km au nord-est de Stavropol et à 1 221 km au sud-sud-est de Moscou.

## Histoire
L'origine de la ville remonte à la fondation du village de Mikhaïlovskoïe (Миха́йловское), en 1784, qui devient ultérieurement une stanitsa cosaque. En 1870, elle perd son importance militaire et se voit rétrogradée au rang de simple village. En 1963, elle est renommée Chpakovskoïe (Шпа́ковское). Elle reçoit le statut de ville et prend le nom de Mikhaïlovsk en 1999.

## Population
La population comprend 87,06 pour cent de Russes, 7,66 pour cent d'Arméniens, 1,27 pour cent de Roms, 1,27 pour cent d'Ukrainiens.
Recensements ou estimations de la population
| 1939  | 1959*  | 1970*  | 1979*  | 1989*  | 2002*  |
| ----- | ------ | ------ | ------ | ------ | ------ |
| 8 600 | 12 296 | 21 492 | 32 266 | 42 993 | 58 153 |

| 2010*  | 2012   | 2013   | 2014   | 2015   | 2016   |
| ------ | ------ | ------ | ------ | ------ | ------ |
| 70 981 | 72 828 | 75 677 | 79 607 | 82 743 | 85 387 |

| 2017   | 2018   | 2019   | 2020   | - | - |
| ------ | ------ | ------ | ------ | - | - |
| 87 916 | 90 698 | 93 658 | 95 721 | - | - |